# Општина Кваутемок (Чивава)
Кваутемок (шп. Cuauhtémoc) општина је у Мексику у савезној држави Чивава. Општина се налази на надморској висини од 2063 м.

## Становништво
Према подацима из 2010. у општини је живело 154639 становника.

### Хронологија
| Година       | 2000                   | 2005                   | 2010                   |
| ------------ | ---------------------- | ---------------------- | ---------------------- |
| Становништво | 124378 (60901 / 63477) | 134785 (65557 / 69228) | 154639 (75936 / 78703) |

### Попис
| \| \| м \| \| \| ж \| \| 0—2 \| 4.642 \| \| \| 4.415 \| \| 3—5 \| 4.713 \| \| \| 4.683 \| \| 6—11 \| 9.251 \| \| \| 9.149 \| \| 12—14 \| 4.288 \| \| \| 4.345 \| \| 15—17 \| 4.517 \| \| \| 4.685 \| \| 18—24 \| 9.946 \| \| \| 10.117 \| \| 60+ \| 6.212 \| \| \| 6.652 \| \| Просек : \| 28,6 \| \| \| 29,2 \| |       |  |  |        |
| |       |  |  |        |
| | м     |  |  | ж      |
| 0—2 | 4.642 |  |  | 4.415  |
| 3—5 | 4.713 |  |  | 4.683  |
| 6—11 | 9.251 |  |  | 9.149  |
| 12—14 | 4.288 |  |  | 4.345  |
| 15—17 | 4.517 |  |  | 4.685  |
| 18—24 | 9.946 |  |  | 10.117 |
| 60+ | 6.212 |  |  | 6.652  |
| Просек : | 28,6  |  |  | 29,2   |

| #   | Индикатор                                                                                        | Вредност |
| --- | ------------------------------------------------------------------------------------------------ | -------- |
| 1   | Становништво од 0 до 2 године                                                                    | 9057     |
| 2   | Мушко становништво од 0 до 2 године                                                              | 4642     |
| 3   | Женско становништво од 0 до 2 године                                                             | 4415     |
| 4   | Становништво са 3 и више година                                                                  | 141632   |
| 5   | Мушко становништво са 3 и више година                                                            | 69315    |
| 6   | Женско становништво са 3 и више година                                                           | 72317    |
| 7   | Становништво са 5 и више година                                                                  | 135306   |
| 8   | Мушко становништво са 5 и више година                                                            | 66116    |
| 9   | Женско становништво са 5 и више година                                                           | 69190    |
| 10  | Становништво са 12 и више година                                                                 | 113836   |
| 11  | Мушко становништво са 12 и више година                                                           | 55351    |
| 12  | Женско становништво са 12 и више година                                                          | 58485    |
| 13  | Становништво са 15 и више година                                                                 | 105203   |
| 14  | Мушко становништво са 15 и више година                                                           | 51063    |
| 15  | Женско становништво са 15 и више година                                                          | 54140    |
| 16  | Становништво са 18 и више година                                                                 | 96001    |
| 17  | Мушко становништво са 18 и више година                                                           | 46546    |
| 18  | Женско становништво са 18 и више година                                                          | 49455    |
| 19  | Становништво од 3 до 5 година                                                                    | 9396     |
| 20  | Мушко становништво од 3 до 5 година                                                              | 4713     |
| 21  | Женско становништво од 3 до 5 година                                                             | 4683     |
| 22  | Становништво од 6 до 11 година                                                                   | 18400    |
| 23  | Мушко становништво од 6 до 11 година                                                             | 9251     |
| 24  | Женско становништво од 6 до 11 година                                                            | 9149     |
| 25  | Становништво од 8 до 14 година                                                                   | 20905    |
| 26  | Мушко становништво од 8 до 14 година                                                             | 10481    |
| 27  | Женско становништво од 8 до 14 година                                                            | 10424    |
| 28  | Становништво од 12 до 14 година                                                                  | 8633     |
| 29  | Мушко становништво од 12 до 14 година                                                            | 4288     |
| 30  | Женско становништво од 12 до 14 година                                                           | 4345     |
| 31  | Становништво од 15 до 17 година                                                                  | 9202     |
| 32  | Мушко становништво од 15 до 17 година                                                            | 4517     |
| 33  | Женско становништво од 15 до 17 година                                                           | 4685     |
| 34  | Становништво од 18 до 24 године                                                                  | 20063    |
| 35  | Мушко становништво од 18 до 24 године                                                            | 9946     |
| 36  | Женско становништво од 18 до 24 године                                                           | 10117    |
| 37  | Женско становништво од 15 до 49 година                                                           | 41383    |
| 38  | Становништво са 60 и више година                                                                 | 12864    |
| 39  | Мушко становништво са 60 и више година                                                           | 6212     |
| 40  | Женско становништво са 60 и више година                                                          | 6652     |
| 41  | Однос између мушкараца и жена                                                                    | 96.48    |
| 42  | Становништво од нуле до 14 година                                                                | 45486    |
| 43  | Становништво од 15 до 64 године                                                                  | 96538    |
| 44  | Становништво од 65 година и више                                                                 | 8665     |
| 45  | Просечан број деце                                                                               | 2.36     |
| 46  | Становништво рођено у ентитету                                                                   | 139547   |
| 47  | Мушко становништво рођено у ентитету                                                             | 68054    |
| 48  | Женско становништво рођено у ентитету                                                            | 71493    |
| 49  | Становништво рођено у другом ентитету                                                            | 7425     |
| 50  | Мушко становништво рођено у другом ентитету                                                      | 4034     |
| 51  | Женско становништво рођено у другом ентитету                                                     | 3391     |
| 52  | Становништво од 5 година и више резидентно у ентитету у јуну 2005. године                        | 128214   |
| 53  | Мушко становништво старосног доба од 5 година и више, резидентно у ентитету у јуну 2005. године  | 62032    |
| 54  | Женско становништво старосног доба од 5 и више година, резидентно у ентитету у јуну 2005. године | 66182    |
| 55  | Становништво од 5 година и више које је живело у другом ентитету у јуну 2005. године             | 1913     |
| 56  | Мушко становништво старије од 5 година које је живело у другом ентитету у јуну 2005. године      | 1047     |
| 57  | Женско становништво старије од 5 година које је живело у другом ентитету у јуну 2005. године     | 866      |
| 58  | Становништво од 3 године и више које говори аутохтони језик                                      | 2284     |
| 59  | Мушко становништво старо 3 године и више које говори аутохтони језик                             | 1244     |
| 60  | Женско становништво старо 3 године и више које говори аутохтони језик                            | 1040     |
| 61  | Становништво од 3 године и више које говори аутохтони језик и не говори шпански језик            | 43       |
| 62  | Мушко становништво старо 3 године и више које говори аутохтони језик и не говори шпански         | 14       |
| 63  | Женско становништво старо 3 године и више које говори аутохтони језик и не говори шпански језик  | 29       |
| 64  | Становништво старо 3 године и више које говори аутохтони језик и шпански                         | 1970     |
| 65  | Мушко становништво старо 3 године и више које говори аутохтони језик и шпански                   | 1075     |
| 66  | Женско становништво старо 3 године и више које говори аутохтони језик и шпански                  | 895      |
| 67  | Становништво од 5 година и више које говори аутохтони језик                                      | 2211     |
| 68  | Становништво од 5 година и више које говори аутохтони језик и не говори шпански језик            | 33       |
| 69  | Становништво од 5 година и више које говори аутохтони језик и говори шпански језик               | 1918     |
| 70  | Становништво у домородачким домаћинствима                                                        | 3745     |
| 71  | Становништво са ограничењима у активностима                                                      | 5694     |
| 72  | Становништво са ограниченим ходањем или кретањем, горе или доле                                  | 2960     |
| 73  | Становници са ограничењима вида, чак и уз кориштење сочива                                       | 1790     |
| 74  | Становништво са ограничењима говора, комуникације или конверзације                               | 453      |
| 75  | Становништво са ограниченим слухом                                                               | 638      |
| 76  | Становништво са ограничењима при одевању, купању или јелу                                        | 263      |
| 77  | Становништво са ограничењима у опажању или учењу једноставних ствари                             | 244      |
| 78  | Становништво са менталним ограничењима                                                           | 579      |
| 79  | Становништво без ограничења активности                                                           | 144332   |
| 80  | Становништво од 3 до 5 година које не похађа школу                                               | 5703     |
| 81  | Мушко становништво од 3 до 5 година које не похађа школу                                         | 2898     |
| 82  | Женско становништво од 3 до 5 година које не похађа школу                                        | 2805     |
| 83  | Становништво од 6 до 11 година које не похађа школу                                              | 590      |
| 84  | Мушко становништво од 6 до 11 година које не похађа школу                                        | 263      |
| 85  | Женско становништво од 6 до 11 година које не похађа школу                                       | 327      |
| 86  | Становништво од 12 до 14 година које не похађа школу                                             | 1280     |
| 87  | Мушко становништво од 12 до 14 година које не похађа школу                                       | 627      |
| 88  | Женско становништво од 12 до 14 година које не похађа школу                                      | 653      |
| 89  | Становништво од 15 до 17 година похађа школу                                                     | 5529     |
| 90  | Мушко становништво од 15 до 17 година похађа школу                                               | 2614     |
| 91  | Женско становништво између 15 и 17 година живота у школи                                         | 2915     |
| 92  | Становништво од 18 до 24 године похађа школу                                                     | 5028     |
| 93  | Мушко становништво од 18 до 24 године похађа школу                                               | 2469     |
| 94  | Женско становништво од 18 до 24 године похађа школу                                              | 2559     |
| 95  | Становништво од 8 до 14 година које не може да чита и пише                                       | 387      |
| 96  | Мушко становништво старосног доба од 8 до 14 година које не може да чита и пише                  | 220      |
| 97  | Женско становништво старосног доби од 8 до 14 година које не може да чита и пише                 | 167      |
| 98  | Становништво од 15 година и више које је неписмено                                               | 2417     |
| 99  | Мушко становништво од 15 година и више које је неписмено                                         | 1240     |
| 100 | Женско становништво од 15 година и више које је неписмено                                        | 1177     |
| 101 | Становништво старо 15 и више година без школовања                                                | 3086     |
| 102 | Мушко становништво старо 15 и више година без школовања                                          | 1573     |
| 103 | Женско становништво старо 15 и више година без школовања                                         | 1513     |
| 104 | Становништво старосног доба 15 и више година са непотпуним основним образовањем                  | 14128    |
| 105 | Мушко становништво старосног доба од 15 година и више са непотпуном основним образовањем         | 7310     |
| 106 | Женско становништво старосног доба 15 и више година са непотпуном основним образовањем           | 6818     |
| 107 | Становништво старо 15 и више година са комплетним основним образовањем                           | 27822    |
| 108 | Мушко становништво старо 15 година и више са комплетним основним образовањем                     | 13504    |
| 109 | Женско становништво старо 15 и више година са комплетним основним образовањем                    | 14318    |
| 110 | Становништво старосног доба 15 и више година са непотпуним средњим образовањем                   | 5584     |
| 111 | Мушко становништво старосног доба од 15 година и више са непотпуним средњим образовањем          | 3247     |
| 112 | Женско становништво старосног доба од 15 година и више са непотпуним средњим образовањем         | 2337     |
| 113 | Становништво старо 15 и више година са пуним секундарном образовањем                             | 21804    |
| 114 | Мушко становништво старосног доба од 15 година и више са пуним секундарном образовањем           | 10024    |
| 115 | Женско становништво старосног доба од 15 година и више са пуним секундарном образовањем          | 11780    |
| 116 | Становништво старије од 18 година са постосновним образовањем                                    | 28089    |
| 117 | Мушко становништво старије од 18 година са постосновним образовањем                              | 13410    |
| 118 | Женско становништво старије од 18 година са постосновним образовањем                             | 14679    |
| 119 | Просечна оцена школовања                                                                         | 8.37     |
| 120 | Просечан ниво образовања мушке популације                                                        | 8.27     |
| 121 | Просечан ниво образовања женског становништва                                                    | 8.46     |
| 122 | Економски активно становништво                                                                   | 61586    |
| 123 | Економски активна мушка популација                                                               | 42216    |
| 124 | Економски активна женска популација                                                              | 19370    |
| 125 | Становништво које није економски активно                                                         | 51597    |
| 126 | Мушко становништво које није економски активно                                                   | 12697    |
| 127 | Женско становништво које није економски активно                                                  | 38900    |
| 128 | Запослено становништво                                                                           | 59569    |
| 129 | Запослено мушко становништво                                                                     | 40693    |
| 130 | Запослено женско становништво                                                                    | 18876    |
| 131 | Незапослена популација                                                                           | 2017     |
| 132 | Незапослена мушка популација                                                                     | 1523     |
| 133 | Незапослена женска популација                                                                    | 494      |
| 134 | Становништво без права на здравствене услуге                                                     | 42456    |
| 135 | Становништво које има право на здравствене услуге                                                | 107869   |
| 136 | Становништво које има право на ИМСС                                                              | 67473    |
| 137 | Становништво које има право на социјално осигурање                                               | 7088     |
| 138 | Становништво које има право на државно социјално осигурање                                       | 608      |
| 139 | Становништво које има право на опште осигурање или здравствено осигурање за нову генерацију      | 27513    |
| 140 | Становништво које је било једном или није било у браку током 12 година и више                    | 36395    |
| 141 | Венчано или уједињено становништво од 12 година и више                                           | 65995    |
| 142 | Становништво које је било у браку или уједињено 12 година и више                                 | 11171    |
| 143 | Становништво са католичком религијом                                                             | 111660   |
| 144 | Протестанти, еванђелисти и библијски следбеници различити од еванђелиста                         | 30096    |
| 145 | Становништво са другим религијама различитим од претходних                                       | 19       |
| 146 | Становништво без религије                                                                        | 7191     |
| 147 | Укупно пописаних домаћинства                                                                     | 42356    |
| 148 | Пописна домаћинства на челу са мушкарцима                                                        | 32479    |
| 149 | Пописна домаћинства на челу са женама                                                            | 9877     |
| 150 | Становништво у пописним домаћинствима                                                            | 149839   |
| 151 | Становништво у пописним домаћинствима на челу са мушкарцима                                      | 120817   |
| 152 | Становништво у пописним домаћинствима на челу са женама                                          | 29022    |
| 153 | Укупно домаћинстава                                                                              | 51416    |
| 154 | Укупно насељених домаћинстава                                                                    | 43673    |
| 155 | Укупно приватних кућа                                                                            | 50099    |
| 156 | Насељени приватни домови                                                                         | 42356    |
| 157 | Укупно насељених приватних кућа                                                                  | 43651    |
| 158 | Ненасељене приватне куће                                                                         | 5725     |
| 159 | Појединачна домаћинства за привремену употребу                                                   | 2018     |
| 160 | Становници у насељеним приватним кућама                                                          | 149839   |
| 161 | Насељеност станара у приватним становима                                                         | 3.54     |
| 162 | Просечно становника по соби у приватним насељеним домаћинствима                                  | 0.82     |
| 163 | Појединачна домаћинства са подовима од различитих материјала од земље                            | 41918    |
| 164 | Појединачна домаћинства у приземљу                                                               | 293      |
| 165 | Појединачна домаћинства са једном спаваћом собом                                                 | 12220    |
| 166 | Појединачна домаћинства са две спаваће собе и више                                               | 30028    |
| 167 | Појединачна домаћинства са једним собом                                                          | 1928     |
| 168 | Појединачна домаћинства са две собе                                                              | 4662     |
| 169 | Појединачна домаћинства са 3 собе и више                                                         | 35602    |
| 170 | Појединачна домаћинства која имају електрично светло                                             | 42086    |
| 171 | Појединачна домаћинства која немају електрично светло                                            | 207      |
| 172 | Појединачна домаћинства која имају водоводну воду у стамбеном простору                           | 41704    |
| 173 | Појединачна домаћинства која немају водоводну воду у стамбеном простору                          | 507      |
| 174 | Појединачна домаћинства која имају тоалет                                                        | 41533    |
| 175 | Појединачна домаћинства која имају канализацију                                                  | 40503    |
| 176 | Појединачна домаћинства која немају канализацију                                                 | 1662     |
| 177 | Појединачна домаћинства која имају електрично светло, довод воде из јавне мреже и канализацију   | 40163    |
| 178 | Појединачна домаћинства без икаквих услова                                                       | 151      |
| 179 | Појединачна домаћинства која имају радио                                                         | 37802    |
| 180 | Појединачна домаћинства која имају телевизор                                                     | 38165    |
| 181 | Појединачна домаћинства која имају фрижидер                                                      | 40130    |
| 182 | Појединачна домаћинства која имају машину за веш                                                 | 37000    |
| 183 | Појединачна домаћинства која имају аутомобил или комби                                           | 31990    |
| 184 | Појединачна домаћинства која имају рачунар                                                       | 14585    |
| 185 | Појединачна домаћинства која имају фиксну телефонску линију                                      | 19820    |
| 186 | Појединачна домаћинства која имају мобилни телефон                                               | 34517    |
| 187 | Појединачна домаћинства која имају приступ интернету                                             | 9078     |